# Bakenbardy
Bakenbardy (russisk: Бакенбарды) er en sovjetisk spillefilm fra 1990 af Jurij Mamin.

## Medvirkende
- Viktor Sukhorukov som Viktor
- Aleksandr Medvedev som Aleksandr
- Artur Vakha som Hertz
- Aleksandr Lykov
- Jelena Nemtjenko som Olya